# 青和信用組合
青和信用組合（せいわしんようくみあい）は、東京都葛飾区高砂に本店を置く信用組合。通称セイワ。

## 沿革
出典: 
- 1952年11月　青和信用組合設立。本部、本店を葛飾区高砂に置く。
- 1957年（昭和32年）上平井支店を開店（現在の新小岩支店）
- 1969年（昭和44年）京成小岩支店を開店。
- 1971年（昭和46年）五反野支店を開店。
- 1972年（昭和47年）預金量が100億円を達成。
- 1977年（昭和52年）細田支店を開店。
- 1985年（昭和60年）柴又支店を開店。
- 1989年（平成元年）預金量が500億円を達成、奥戸支店を開店。
- 1991年（平成3年）新柴又駅前支店を開店。
- 2001年（平成13年）預金量が1,000億円を達成。